# Francesc Simó Conesa i Ferrer
Francesc Simó Conesa i Ferrer   (Elx, 25 d'agost de 1961) és un sacerdot catòlic valencià, bisbe de Solsona.

## Biografia

### Inicis i formació
Va néixer a Elx el 25 d'agost de 1961, en una família profundament cristiana. És el major de quatre germans. Els seus pares, Francisco Conesa i Rosa Ferrer, eren persones profundament creients i senzilles, que van estar implicats en la vida parroquial, fonamentalment amb grups de matrimonis.
Batejat a la parròquia del Sagrat Cor de Jesús quatre dies després del seu naixement, la seva infància va estar lligada a la parròquia de Sant Agatángelo d'Elx, on era escolanet.
Als 12 anys va ingressar en el Seminari Diocesà d'Oriola, on va realitzar els últims cursos d'educació bàsica, el batxillerat i els anys de filosofia. Des d'Oriola es va traslladar a Alacant, on va cursar els últims anys de preparació per al sacerdoci.
En 1987 va iniciar els estudis universitaris a la Universitat de Navarra on va adquirir els graus de llicenciat en Filosofia en 1991 i doctor en la mateixa matèria en 1995 amb la tesi titulada Déu i el mal: «La defensa del teisme enfront del problema del mal segons Alvin Plantinga». En la facultat de Teologia de la mateixa Universitat d'Alacant va obtenir els graus de llicenciatura el 1991 i de doctorat el 1994, aquest últim amb la tesi «Fe i coneixement. Estudi sobre el valor cognoscitiu de la fe en la filosofia analítica», que va obtenir premi extraordinari.

### Prevere
El 29 de setembre de 1985 va ser ordenat prevere en la Basílica de Santa María d'Elx, per Pablo Barrachina i Estevan.
Va ser vicari en la parròquia de la Immaculada de Sant Vicent del Raspeig (1994-1996) i de la parròquia de Nostra. Sra. de Gràcia d'Alacant (1997).
Des de 1998 fins a 2014 ha estat vicari general de la diòcesi d'Oriola-Alacant, amb els bisbes Victorio Oliver Domingo, que el va nomenar, i Rafael Palmero Ramos (2006-2012) i Jesús Murgui (2012-2014), que el van mantenir. També va ser canonge magistral de la catedral d'Oriola entre 2012 i 2016.
Entre 2014 i 2016 va ser rector i prevere de la Basílica de Santa María d'Elx, fins que va ser nomenat Bisbe. Així mateix va presidir el Patronat del Misteri d’Elx i va ser consiliari de la Junta Major de Confraries de Setmana Santa d'Elx.

### Docència
Entre 1992 i 2016 va ser professor en el Seminari Diocesà d'Oriola-Alacant, al Baix Segura, d'assignatures relacionades amb teologia fonamental, filosofia del llenguatge i filosofia de la religió, i des de 1999 fins a 2016 va ser professor de l'assignatura Teologia de la revelació en l'Institut Superior de Ciències Religioses «Sant Pablo» d'Alacant.
Des de 1994 va col·laborar com a professor associat de Teologia fonamental i dogmàtica a la Universitat de Navarra, on ha impartit diversos cursos de llicenciatura i l'assignatura Filosofia de la religió.
També ha format part de la Càtedra Arquebisbe Loazes de la Universitat d'Alacant.

### Bisbe
El 27 d'octubre de 2016, el papa Francesc el va nomenar bisbe titular de la diòcesi de Menorca i el 7 de gener de 2017 va ser consagrat i va prendre possessió de la diòcesi en la catedral de Ciutadella. A la CEE és membre de la Comissió Episcopal de Doctrina de la Fe des de març de 2017. Com a bisbe de Menorca, l'any 2020 va ser objecte de polèmica per fer fora una catequista que s'havia casat amb una altra dona per la via civil.
El 3 de gener de 2022, el papa Francesc el va nomenar bisbe titular de la diòcesi de Solsona per cobrir la seu vacant arran de la renúncia del bisbe Xavier Novell. El dia 12 de març va prendre possessió a la catedral de Solsona. L'abril de 2022 fou elegit president de la subcomissió episcopal per les relacions interconfessionals i el diàleg interreligiós. El mateix mes va començar a presidir el Secretariat Interdiocesà de Catequesi de Catalunya i les Illes Balears.

## Obra
Durant els seus anys a la diòcesi d'Oriola-Alacant va continuar la seva formació amb lectures, recerques i publicacions, centrades en la Filosofia de la religió, la Teologia fonamental, la relació entre fe i raó, el problema del mal, la Teologia de les religions, la increencia contemporània i el Misteri d'Elx.
Algunes obres
- Creer y conocer. El valor cognoscitivo de la fe en la filosofía analítica (1994).
- Dios y el mal. La defensa del teísmo frente al problema del mal según Alvin Plantinga (1996).
- Filosofía del Lenguaje (coautor con J. Nubiola) (1999).
- La Asunción de María en la teología y en el Misteri d’Elx (coeditor con F. Rodríguez) (2000).
- El cristianismo, una propuesta con sentido (editor) (2005).
- El nuevo ateísmo. Hoja de ruta (coautor con J. M. Cejas) (2012).
- El eclipse de Dios. Veinte náufragos y nuevos ateos (coautor con J. R. Ayllón) (2012)